# Хамарбю ИФ
Вижте пояснителната страница за други значения на Хамарбю ИФ.
Хамарбю Идротсфьоренинг Фотболсфьоренинг (на шведски: Hammarby Idrottsförening Fotbollsförening) е шведски футболен отбор от столицата Стокхолм. Състезава се във второто ниво на шведския футбол групата Суперетан. 

## История
„Хамарби“ е основан през 1897 година в стокхолмския квартал „Сьодермалм“ като футболна секция в спортния клуб като „Хамарбю Родфьорянен“ (на шведски: Hammarby Roddförening, „Клуб по спортно гребане“). През 1897 променя името си на Хамарбю Идротсфьорянен (на шведски: Hammarby Idrottsförening; „Хамарбю ИФ“), тъй като много от членовете на клуба не се ограничавали само със спортното гребане. Клубът е ицвестен с това, че има най-голямата посещаемост в цялата Скандинавия (независимо дали е в борбата за първите места или във Втора дивизия). Голямата легенда е Нака Скоглунд, който има феноменална техника. Играе за клуба три сезона след което подписва с „АИК“. Става известен по късно в италианския „Интер“ и с националния отбор на Швеция, който завоюва бронзовите медали през 1958 на Световното първенство и втори през 1962 в Швеция. 
Клубът печели единствената си титла в Алсвенскан през 2001 година.
През 2019 година Златан Ибрахимович закупува 23,5 % от акциите на клуба и става един от собствениците.

## Успехи
- Алсвенскан 
  -  Шампион на Швеция (1): 2001
  -  Вицешампион (4): 1982, 1998, 2003, 2024
  -  Бронзов медал (4): 1920/21, 2006, 2019, 2022
- Купа на Швеция
  -  Носител (1):  2020/21
  -  Финалист (4): 1976/77, 1982/83, 2010, 2021/22
- Суперетан (2 лига)
  -  Шампион (5): 1964, 1966, 1989, 1993, 2014

### Европейски турнири
- Интертото 
  -  Победител (2): 1983, 2007
- Купа на носителите на купи (КНК):
  - 1/8 финалист (1): 1983/84
- Купа на УЕФА:
  - 1/8 финалист (1): 1985/86

## Европейски турнири
Участвал е в турнирите за купата на УЕФА и Интертото.

## Известни футболисти
- Ласе Ериксон
- Йохан Андерсон
- Трюм Бергман
- Микаел Хелстрьом
- Петер Холм
- Сулейман Слейман
- Йонас Андерсон
- Микаел Андерсон
- Кенеди Бакърчоглу
- Андреас Билд
- Кристер Фурст
- Андреас Хермансон
- Петер Маркстед
- Свен Берквист
- Ленарт Скоглунд
- Рони Хелстрьом
- Кенет Охисон
- Матс Вернер
- Били Охисон
- Клас Йохансон
- Улф Ериксон
- Стен-Ове Рамберг
- Ланс Ериксон
- Нака Скоглунд

## Известни треньори
- Сьорен Кратц - 1999/2001